# Zapfenstreich

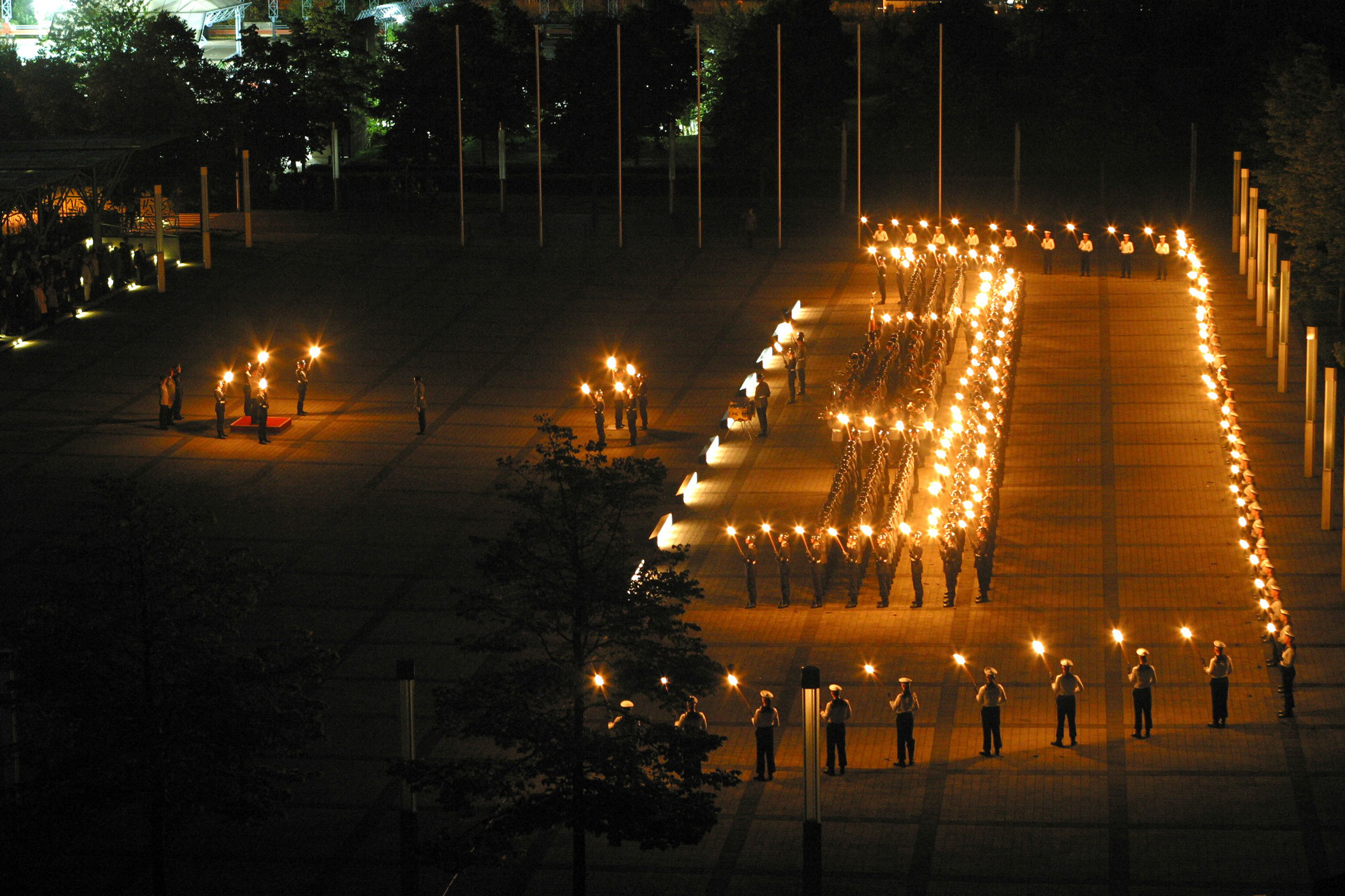
Ein Zapfenstreich der Bundeswehr in Bonn

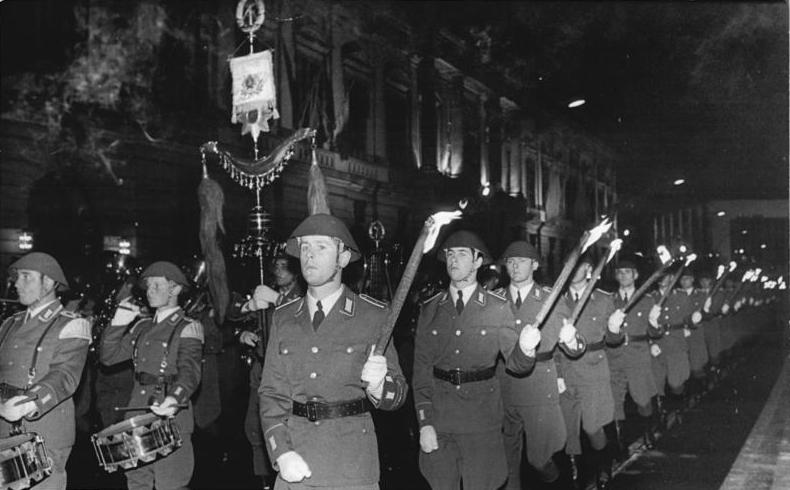
Zapfenstreich der NVA in Ost-Berlin

Zapfenstreich ist eine traditionelle militärische Bezeichnung für den Zeitpunkt, ab dem ein Soldat im Quartier zu verbleiben hat. Darüber hinaus ist der Große Zapfenstreich ein militärisches Zeremoniell am Abend, mit dem in Deutschland insbesondere scheidende Bundespräsidenten, Bundeskanzler, Verteidigungsminister und Generale geehrt werden.

## Geschichte
Der Begriff stammt aus der Zeit der Landsknechte und war das Zeichen für den Beginn der Nachtruhe in den Quartieren. Im Jahre 1596 wurde erstmals ein Abendsignal in Verbindung mit dem „Zapfenschlag“ erwähnt. Der sächsische Oberforst- und Wildmeister Johann Friedrich von Flemming dokumentierte 1726 in seinem Buch „Der vollkommene deutsche Soldat“ zum ersten Mal den Brauch des Zapfenstreichs.
Der Zapfenstreich, bei der Reiterei als Retraite bezeichnet, war ein Signal zur Nachtruhe, das mit der Trommel, dem Horn oder der Trompete gegeben wurde. Vom Zapfenstreich bis zum Wecken durften sich Soldaten ohne besondere Erlaubnis nicht mehr außerhalb ihrer Quartiere, in Biwaks nicht außerhalb ihrer Kompaniereviere aufhalten.
Der Name soll sich davon ableiten, dass ursprünglich zu bestimmter Stunde ein Kreidestrich über den Zapfen der Fässer gemacht wurde, um das Verbot des weiteren Getränkeverkaufs kontrollieren zu können. Eine andere Erklärung ist, dass zum Zeichen des Feierabends mit dem Säbel der Wache auf den Zapfen der Bierfässer geschlagen (gestrichen) wurde. Laut Kluge und Duden-Herkunftswörterbuch ist der Zapfenstreich ein „Streich“ (= Schlag) auf den Zapfen des Fasses, mit welchem das Ende des Ausschankes mitgeteilt wurde. Der im anglo-amerikanischen Sprachraum verwendete Ausdruck „Tattoo“ für Zapfenstreich geht auf einen entsprechenden Brauch zurück (von niederländisch (Doe den) tap toe, dt. etwa „(Tu den) Zapfen zu“), auch niederdeutsch tap tō, schwedisch tap to (also: „Zapfen zu[machen]“). International bekanntestes Tattoo im Vereinigten Königreich ist das seit 1950 durchgeführte Edinburgh Military Tattoo, gleichzeitig das größte Musikfestival Schottlands, sowie das Basel Tattoo in der Schweiz.
Später verstand man darunter die Begleitmusik zu diesem Ritual bzw. das militärische Abendsignal zur Rückkehr in die Unterkunft. Der Zapfenstreich wurde gewöhnlich nur von den Spielleuten der Wachen, bei besonderen Anlässen jedoch von den Spielleuten der ganzen Garnison geschlagen und gespielt, wobei die Musikkorps meist durch verschiedene Straßen des Ortes geführt wurden. In ausgedehnten Feldlagern wurde das Zeichen durch einen Kanonenschuss gegeben.
Heute wird dieser traditionelle Begriff immer noch in Heer und Luftwaffe (hier im Sinne von Bettruhe) und im österreichischen Bundesheer verwendet. Bei der Deutschen Marine ist der Begriff „Ruhe im Schiff“ gebräuchlich. Dem Zapfenstreich unterliegen die Soldaten der Bundeswehr nur während der Dauer der allgemeinen Grundausbildung, soweit sie keinen Nacht- oder Wochenendausgang haben. Er ist auf 23.00 Uhr festgelegt.
Darüber hinaus kann der Zapfenstreich heute auch in besonderen Situationen durch den Disziplinarvorgesetzten befohlen werden. Dies ist generell während Übungsplatzaufenthalten der Fall und kann darüber hinaus auch vor besonders belastenden Diensttagen erfolgen. In beiden Fällen dient die Anordnung des Zapfenstreichs der Sicherstellung der Einsatzbereitschaft sowie der Wahrung der Fürsorgepflichten gem. §10 SG. Dieser Form des Zapfenstreichs unterliegen jedoch traditionell nur die Mannschaften und Unteroffiziere ohne Portepee. Unteroffiziere mit Portepee und Offiziere sind angehalten, sich nach dem Zapfenstreich ruhig zu verhalten und die Nachtruhe zu wahren, müssen sich aber im Gegensatz zu den niedrigeren Rängen nicht auf ihre Unterkünfte zurückziehen. Auch das Alkoholverbot nach dem Ausrufen des Zapfenstreichs gilt hier traditionell nur für Soldaten unterhalb der Dienstgrade Feldwebel bzw. Fähnrich. Der Ausruf des Zapfenstreiches erfolgt nicht musikalisch, sondern durch den Unteroffizier vom Dienst mit dem lauten Ruf „Kompanie – Zapfenstreich!“.

## Großer Zapfenstreich bei besonderen Anlässen

### Deutschland
Nach der Schlacht von Großgörschen im Jahre 1813 besichtigte der preußische König Friedrich Wilhelm III. zusammen mit dem russischen Zaren Alexander I. am Abend das russische Lager. Wie es im russischen Heer üblich war, sangen die Soldaten nach dem Zapfenstreich einen Choral. Beeindruckt und ergriffen befahl Friedrich Wilhelm III. mit Kabinettsorder vom 10. August 1813 für die preußischen Truppen die Einführung eines Gebetes nach dem Zapfenstreich. Damit erlangte der Zapfenstreich – wenn auch zunächst nur in Preußen – seine erste zeremonielle Bedeutung.
Zu Ehren des russischen Zaren Nikolaus I. führte das königlich-preußische Militär am 12. Mai 1838 in Berlin einen Großen Zapfenstreich auf.
Am 11. August 1947 veranstalteten mehrere britische Militärkapellen im Berliner Olympiastadion einen Großen Zapfenstreich, der nach ihrer Herkunft Tattoo genannt wurde. Der Ertrag kam bedürftigen Berliner Kindern zugute.
Der Große Zapfenstreich wurde nach der Gründung der Bundeswehr von dieser als Militärtradition übernommen. Dieser wird insbesondere zur Ehrung von Persönlichkeiten, aber auch zu besonderen Anlässen vorgenommen. Im Normalfall gibt es einen Großen Zapfenstreich anlässlich der Verabschiedung von Bundespräsidenten, Bundeskanzlern, Bundesverteidigungsministern und Generälen.

### Österreich
Auch in Österreich wird durch die Militärmusik des Bundesheeres oder anderer Musikkapellen der sogenannte Große Österreichische Zapfenstreich zu feierlichen Ereignissen wie Angelobungen aufgeführt.
In Tirol ist es üblich, am Tag vor Fronleichnam und anderen Prozessionen einen Zapfenstreich abzuhalten, etwa in Nassereith im Tiroler Oberland.

### Schweiz
Die schweizerische Militärtradition kennt einen spezifischen Marsch, der als Zapfenstreich bekannt ist. Er gehört zusammen mit der Nationalhymne und dem Fahnenmarsch zu den drei Stücken, welche die Militärmusiker auswendig lernen und beherrschen müssen. Absichtliches Falschspiel im „Zapfenstreich“ wurde in der Vergangenheit mehrmals mit einer Geldbuße bestraft.
Bei der Fasnacht in Solothurn findet auch ein Zapfenstreich zum Ende des Treibens statt.
In der Schweizer Armee beginnt die Nachtruhe mit dem Abendverlesen (kurz: ABV) und dem anschließenden Lichterlöschen (LiLö). Der Soldat hat während des ABV in oder vor seinem Bett zu sein. In der Regel werden keine Instrumente oder akustische Signale verwendet.